# Nogomet (časopis)
Nogomet je bio hrvatski ilustrirani športski mjesečnik iz Zagreba. Bavio se domaćim i međunarodnim nogometom. Počeo je izlaziti 1998. godine, a prestao 2013. Podnaslov je hrvatski nogometni časopis.
Urednici su bili Mario Zorko, Leo Miler, Tomislav Birtić i Jasmin Krpan.

## Poznati suradnici
Zvonimir Magdić